# 927
927(구백이십칠)은 926보다 크고 928보다 작은 자연수다.

## 수학
- 합성수로, 그 약수는 1, 3, 9, 103, 309, 927이다. 진약수의 합은 425이므로, 927은 부족수다.
- 14번째 트리보나치 수다. 앞의 트리보나치 수는 504, 다음은 1705다.
- {\displaystyle 46^{3}-1}은 927로 나누어떨어진다.

## 과학
- NGC 927(독일어판, 프랑스어판): 양자리 방향에 있는 막대나선은하.
- 927 라티스보나(영어판): 소행성.

## 교통

### 철도
- 서울 지하철 9호선 선정릉역의 역번호.

### 도로
- 927번 지방도: 경상북도 구미시 고아읍에서 충청북도 단양군 대강면까지 이어지는 대한민국의 지방도.

## 군사
- U-927(영어판): 제2차 세계 대전에 사용된 나치 독일의 군용 잠수함.

## 문화유산
- 대한민국의 보물 제927호: 금동관음보살입상

## 기타
- 날짜: 9월 27일
- 연도: 927년, 기원전 927년
- 927 핍스 애비뉴(영어판): 미국 뉴욕 맨해튼에 있는 주거용 건물.